# Hein Fentener van Vlissingen

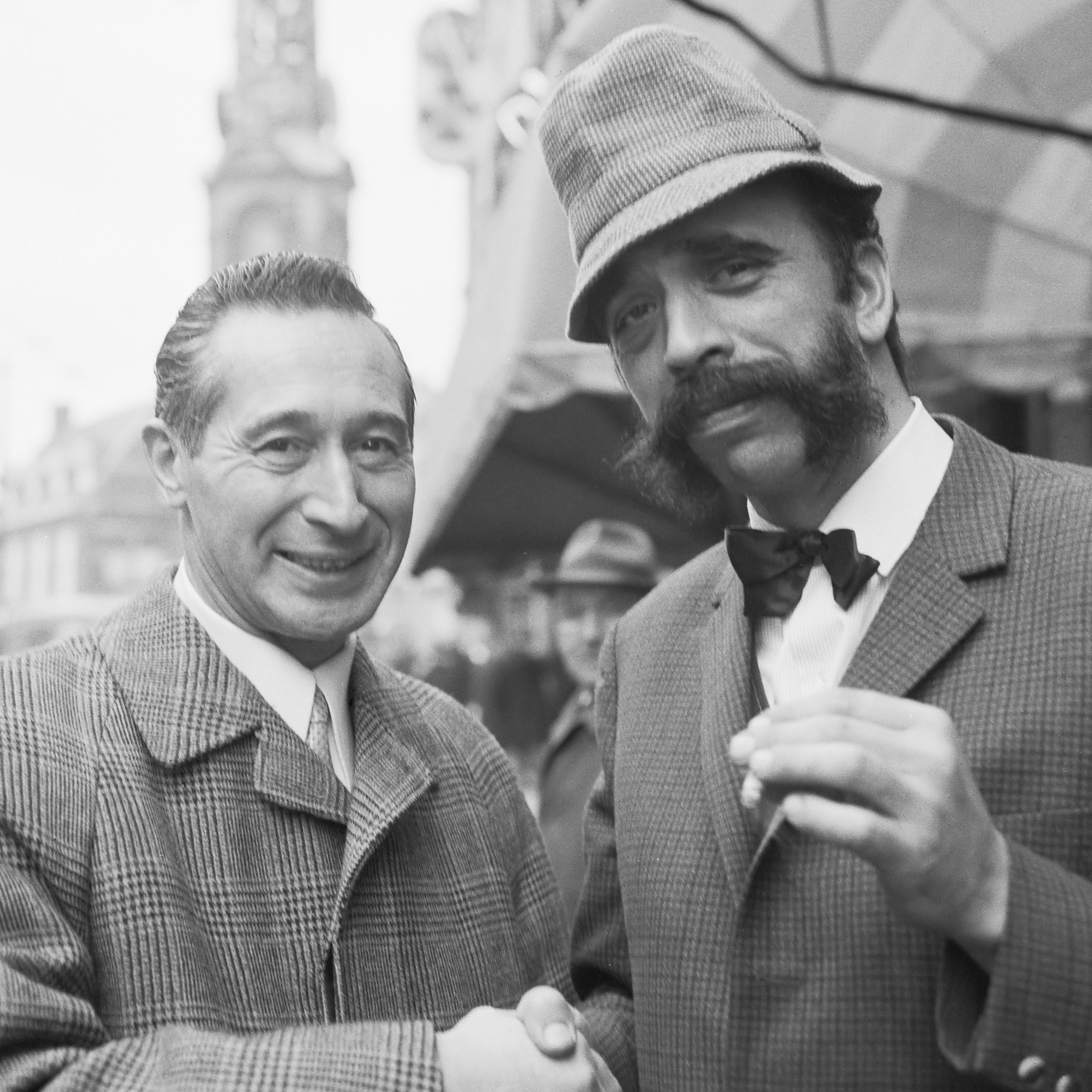
Loe Lap (links) en Hein Fentener van Vlissingen (1965)

Henri (Hein) Fentener van Vlissingen (Helmond, 18 januari 1921 – aldaar, 21 augustus 1994) was een excentrieke Nederlandse miljonair.
Er bestaan diverse takken van de familie Fentener van Vlissingen. Naast de bekende Utrechtse tak, waar de oprichters van de Steenkolen Handels Vereniging (SHV) uit voortkomen is er ook een Amsterdamse tak, waarvan de oprichter van Werkspoor deel uitmaakt. Een afsplitsing van deze tak van de familie werd midden 19e eeuw in de Helmondse textielindustrie actief. Na een eerste compagnonschap met een bestaande textieldrukkerij daar, in 1842, nam Pieter jr. in 1846 de hele onderneming over om deze te moderniseren en uit te breiden, het begin van de Vlisco. De huidige hoofdvestiging staat nog steeds in Helmond.

## Jonge jaren
Fentener van Vlissingen had een rustige jeugd die hij doorbracht in en rondom zijn geboortehuis aan de Aarle-Rixtelseweg in Helmond. Vervolgens werd hij naar een Zwitserse school gestuurd. In 1946 vertrok hij naar de Verenigde Staten, waar hij uiteindelijk sergeant werd. In 1953 zou hij in New York tot Amerikaans staatsburger zijn genaturaliseerd. Na demobilisatie in Duitsland vertrok hij naar Parijs. Uiteindelijk keerde hij naar Nederland terug. Ondanks de afgesproken machtsverdeling tussen de twee takken binnen de Helmondse Van Vlissingens (ieder een opvolger in de directie waardoor een positie voor Hein als nieuwkomer de balans verstoorde) kreeg hij een betrekking bij het Belgische bedrijf van Vlisco waar hij ruzie kreeg met de directie en vervolgens in 1958 met zijn oom Jan wat tot ontslag en verwijdering uit het bedrijf leidde. 

## Machtsstrijd
De directie van Vlisco bestond midden jaren vijftig van de 20e eeuw uit de twee zwagers Jan Fentener van Vlissingen en J M Matthijssen. In 1959 ontstond een conflict tussen Hein sr en jr en de zittende directie in de persoon van Jan, waarbij persoonlijke belangen, familiebelangen en aandeelhoudersbelangen met elkaar botsten. De kranten deden destijds uitgebreid verslag van dit conflict.
De tak van Hein Fentener van Vlissingen sr en jr (met 20% aandelen) wilde een machtsovername en kreeg de Rotterdamse industrieel Bonda aan zijn zijde. Deze bracht in augustus 1959 bij het begin van de bedrijfsvakantie via de bank Teixeira de Mattos anoniem een hoog bod uit op alle aandelen van de NV. Hierbij kregen de tak van Hein (vanwege haarkleur: de Zwarte) en Bonda samen meer dan 40% van de aandelen van de NV in handen. Unilever, belanghebbende bij het concern, greep in en bood bijzonder hoog op alle aandelen van Bonda. Deze koos eieren voor zijn geld en verkocht meteen aan Unilever. Wat later ging ook Hein overstag en deed zijn aandelen over aan Unilever. Daardoor kreeg Unilever de bepalende stem in de aandeelhoudersvergadering en dat zou nog lang zo blijven.

## Zwitserse villa
Fentener van Vlissingen vertrok in 1960 naar Zwitserland, waar hij een villa liet bouwen in Saint-Sulpice. Volgens een buurman was het huis hoger dan de plaatselijke bouwverordening toestond. Er volgde een decennia durende rechtszaak waar Fentener van Vlissingen uiteindelijk aan failliet zou gaan. In 1965 werd hij in Zwitserland tot ongewenste vreemdeling verklaard en per motorboot via het Meer van Genève uitgezet naar Évian-les-Bains. Na 25 jaar won hij de rechtszaak toch, maar hij was inmiddels straatarm, zijn twee huwelijken waren ontbonden en zijn kinderen hadden ieder contact met hem verbroken. Op 9 november 1990 was Fentener van Vlissingen te zien in de laatste aflevering van het televisieprogramma De Stoel van Rik Felderhof. Fentener van Vlissingen overleed op 73-jarige leeftijd in een ziekenhuis te Helmond.

## Wetenswaardigheden
- In 1978 vertolkte Hein Fentener van Vlissingen een rol als baron in de film Doctor Vlimmen (regie: Guido Pieters).
- In 1986 schreef Toon Kortooms een boek over Heintje Fentener van Vlissingen onder de titel Heintje, hondje, hoedje.[9]
- Belangrijke achtergrondinformatie in: JMTh Verschueren, AP Lambrechtsen, Jan Fentener van Vlissingen : 1893-1978 (Helmond, Vlisco, 1990).